# Hohes Tenneck
Das Hohe Tenneck ist ein 2435 m ü. A. hoher Berg im Hochkönigmassiv in den Berchtesgadener Alpen. Es liegt in der salzburgischen Gemeinde Werfen und bildet den Hauptgipfel des Bergzuges, der von der Mitte des Hochplateaus der Übergossenen Alm nach Norden zum Blühnbachtal zieht. Das Hohe Tenneck liegt zwischen den Seichen im Westen und dem Wasserkar im Osten. Nordwestlich befindet sich die Eckberthütte im Tennboden im Talschluss des Blühnbachtals. Der vom südlich gelegenen Fliegerköpfl (2370 m ü. A.) kommende Rücken zieht Richtung Norden zum Niederen Tenneck (1672 m ü. A.).
Das Hohe Tenneck kann von der Übergossenen Alm aus weglos erreicht werden (unschwierig). Die Anstiege von der Ostpreußenhütte und vom Wasserkar erfordern leichte Kletterei (I–II).